# Юма (Колорадо)
Юма (англ. Yuma) — місто (англ. city) в США, в окрузі Юма штату Колорадо. Населення — 3456 осіб (2020).

## Географія
Юма розташована за координатами 40°7′28″ пн. ш. 102°43′3″ зх. д. / 40.12444° пн. ш. 102.71750° зх. д. (40.124400, -102.717612).  За даними Бюро перепису населення США в 2010 році місто мало площу 8,18 км², з яких 8,08 км² — суходіл та 0,10 км² — водойми.

## Демографія
Згідно з переписом 2010 року, у місті мешкали 3524 особи в 1370 домогосподарствах у складі 902 родин. Густота населення становила 431 особа/км².  Було 1490 помешкань (182/км²).
Расовий склад населення:
| - 81,8 % — білих - 0,5 % — корінних американців - 0,3 % — чорних або афроамериканців - 0,2 % — азіатів - 16,3 % — осіб інших рас |

До двох чи більше рас належало 1,0 %. Частка іспаномовних становила 33,5 % від усіх жителів.
За віковим діапазоном населення розподілялося таким чином: 27,7 % — особи молодші 18 років, 56,1 % — особи у віці 18—64 років, 16,2 % — особи у віці 65 років та старші. Медіана віку мешканця становила 35,8 року. На 100 осіб жіночої статі у місті припадало 93,5 чоловіків;  на 100 жінок у віці від 18 років та старших — 94,0 чоловіків також старших 18 років.
Середній дохід на одне домашнє господарство  становив 51 686 доларів США (медіана — 37 123), а середній дохід на одну сім'ю — 69 865 доларів (медіана — 52 279). Медіана доходів становила 38 924 долари для чоловіків та 28 906 доларів для жінок. За межею бідності перебувало 16,1 % осіб, у тому числі 29,7 % дітей у віці до 18 років та 11,5 % осіб у віці 65 років та старших.
Цивільне працевлаштоване населення становило 2058 осіб. Основні галузі зайнятості: сільське господарство, лісництво, риболовля — 23,5 %, освіта, охорона здоров'я та соціальна допомога — 17,5 %, роздрібна торгівля — 12,4 %, будівництво — 9,1 %.